# NGC 821
NGC 821 este o galaxie eliptică situată în constelația Berbecul. A fost descoperită în 4 septembrie 1786 de către William Herschel. Se află la o distanță de 23,23 de megaparseci de Pământ.